# Maresiella indica
Maresiella indica là một loài chân đều trong họ Gnathostenetroididae. Loài này được Müller miêu tả khoa học năm 1972.